# Guitavio
Guitavio ist eine norddeutsche Folk-Band.

## Geschichte
Guitavio wurde 1987 von Erk Böteführ und Hans-Peter Möller in Westerland auf Sylt gegründet. Der Name ist ein Kofferwort ihrer ursprünglichen Musikinstrumente: Gitarre und Violine. Ihr musikalischer Stil hat mit der Zeit viele Veränderungen erlebt. Die Mischung aus Folk, Pop, Rock mit Soul wird als "Acoustic Folk'n Soul" bezeichnet.
Bandmitglieder sind Erk Böteführ (Akustikgitarre), Ronald Kowalewski (Bass),  Hella Matzen-Lembcke (Akkordeon), Schlagzeuger Markus Zell und die Frontfrau Coretta von Behr.
Im Laufe ihrer Bandgeschichte hat Guitavio sieben CDs veröffentlicht. Zurzeit erscheinen diese beim Label Moon Sound Records.

## Diskografie
- Fairytales and Working Songs (1990)
- Betwixt and Between (Live, 1992)
- Just a Matter of Time (1994)
- Christmas Time (Maxi-CD, 1997)
- Best Part of the Game (2000)
- What a Night (Live, 2001)
- Songs of Love and Loss (2007)
- Crossing the Ocean (2011)[2]